# The Black Power Mixtape 1967–1975
The Black Power Mixtape 1967–1975 är en svensk-amerikansk-tysk-norsk-finländsk-serbisk-grekisk dokumentärfilm från 2011 i regi av Göran Hugo Olsson.
Filmen skildrar den afroamerikanska medborgarrättsrörelsens kamp för rättvisa. Arkivmaterial blandas med musik och nutida intervjuer med ledande artister, aktivister och forskare.
Filmen producerades av Annika Rogell och gjordes efter ett manus av Olsson. Musiken komponerades av Ahmir Questlove Thompson och Om'Mas Keith och filmen klipptes av Hanna Lejonqvist och Olsson. Den premiärvisades 21 januari 2011 på Sundance Film Festival och hade Sverigepremiär 1 april samma år. 25 oktober 2011 visades filmen av Sveriges Television och 11 november 2011 utkom den på DVD.
Filmen fick ta emot en rad priser och utmärkelser. Vid Sundance Film Festival 2011 belönades filmen med World Cinema Documentary Editing Award och samma år fick den ett hedersomnämnande vid kortfilmsfestivalen Dokufest i Kosovo. Den var också nominerad till Grierson Award på galan British Film Institute Awards. Vid Guldbaggegalan 2012 fick filmen pris för "bästa musik" (Thompson och Keith) och "bästa klippning" (Olsson och Lejonqvist). Filmen var även nominerad till priset för "bästa dokumentär" vid samma gala och till priset Black Reel vid Black Reel Awards.

## Mottagande
Filmrecensionssajten Rotten Tomatoes visar att 91% av kritikerna och 85% av publiken gillade filmen. Metacritic ger filmen snittbetyget 73/100.
I Sverige fick filmen ett positivt mottagande i pressen och har medelbetyget 4,0/5 (baserat på fjorton omdömen) på sajten Kritiker.se, som sammanställer recensioner av bland annat film. Filmen fick som lägst 3/5 i betyg (Expressen, Göteborgs-Posten och Sydsvenskan) och resterande anmälare gav fyror i betyg, förutom Cinema som gav högsta betyg.

## Musik i urval
- Jackson 5 – "Rockin' Robin" (Jimmie Thomas)
- Manu Dibango – "Soul Makossa" (Manu Dibango)
- The Roots – "Unwritten" (Tarik Collins, Ahmir Thompson, Tahir Jamal, Karl Jenkins, Radji Mateen, Khari Mateen, Ridhwan Mateen)